# Joseph Ndo
Joseph Cyrille Ndo (Yaoundé, 28 de abril de 1976) é um ex-futebolista camaronês que atuava como meia. 

## Carreira
Ndo se profissionalizou no Canon Yaoundé.

## Seleção
Ndo integrou a Seleção Camaronesa de Futebol na Copa das Nações Africanas de 2000.

## Títulos
Camarões
- Copa das Nações Africanas: 2000 e 2002